# Манакін золотокрилий
Манакін золотокрилий (Masius chrysopterus) — вид горобцеподібних птахів родини манакінових (Pipridae).

## Поширення
Він поширений в Андах від західної Венесуели через Колумбію та Еквадор до північного Перу. Населяє підлісок тропічних і субтропічних гірських лісів на висоті від 1000 до 2000 м.

## Опис
Дрібний птах, завдовжки 11 см. Дзьоб рожевий, а ноги фіолетові. У популяціях на східному схилі Анд самець чорний з жовтою короною, яка вигинається над дзьобом, стаючи помаранчевою на потилиці, бічні пір'я корони утворюють «ріжки». Маленька жовта пляма на горлі. Махові пір'я мають золотисту внутрішню частину, яка переливається під час польоту. На західному схилі Анд самець подібний, але з червонувато-бурим пір'ям на потилиці, схожими на луску. Самиця оливкового кольору, знизу блідіша, з блідо-жовтою плямою посередині горла та верхньою частиною грудей.

## Підвиди
Таксон включає 5 підвидів:
- Masius chrysopterus bellus Hartert & Hellmayr, 1903 — західна Колумбія на західній стороні західних Анд.
- Masius chrysopterus pax Meyer de Schauensee, 1952 — східна сторона Анд на півдні Колумбії та в Еквадорі.
- Masius chrysopterus coronulatus Sclater, 1860 — західна сторона західних Анд на південному заході Колумбії та у західному Еквадорі.
- Masius chrysopterus chrysopterus (Lafresnaye, 1843) — обидві сторони Анд у північно-західній Венесуелі та центральній Колумбії.
- Masius chrysopterus peruvianus Carriker, 1934 — крайній південь Еквадору та північне Перу.